# Martha Mariana Castro
Martha Mariana Castro (Cuautla de Morelos, 7 de novembro de 1966) é uma atriz mexicana.

## Filmografia

### Cinema
- Espinas (2005) como Rebeca
- Smee (2004)

### Televisão
- UEPA! Un escenario para amar (2015) como Rafaela de los Arcos.
- Corazón en condominio (2013) como Alicia.
- La mujer de Judas (2012) como Joaquina 'Juaca' Leal.
- Mujer comprada (2009) como Ofelia.
- Vuélveme a querer (2009) como Irene
- Campeones de la vida (2005) como Alma.
- Los Sánchez (2004) como Yolanda "Yoli" de Sánchez.
- Mirada de mujer: El regreso (2003) como Daniela.
- Tres veces Sofía (1998) como Laura de Márquez.
- Mirada de mujer (1997) como Daniela.
- Si Dios me quita la vida (1995)
- La paloma (1995)
- El vuelo del águila (1994) como Rafaela Quiñones/Justa Saavedra.
- Valentina (1993) como Mariela.
- La sonrisa del Diablo (1992).